# Monumento a la clava
El monumento a la clava es un monumento conmemorativo chileno ubicado en el acceso Norte de la comuna de Cañete, al sur de la provincia de Arauco, en la Región del Biobío. Está emplazado en la plaza homónima, el cual también le da el nombre al barrio donde se encuentra, conocido como el «sector La Clava». 

## Historia
El monumento formó parte de un proceso de remodelación llamado «Acceso Cañete Histórico», que buscó incorporar los elementos del patrimonio local en los espacios públicos de la comuna a comienzos del siglo XXI. Se encuentra ubicado en la plaza homómina de forma circular, que a su vez forma parte del inicio de la «Vía Ceremonial La Araucana», que es el camino que conecta desde el ingreso a la comuna desde Concepción, por la ruta P-60, hasta el Fuerte Tucapel.

## Iconografía
El monumento, que es una estructura metálica de 15 m de alto, fue realizada por el maestro soldador René Gastón Jarpa Valdivia, oriundo de la comuna de San Pedro de la Paz.
En su iconografía tiene la forma de una clava del pueblo mapuche, utilizada como un bastón de mando por el toqui dentro de su cultura, quien era un líder de carácter militar, que a su vez pretende representar un hacha cefalomorfa de un ave, concretamente la cabeza de un loro (la que puede ser de un loro choroy o cotorra cachaña), con otros dibujos simbólicos y representativos de la cosmovisión mapuche en su interior.
Asimismo, la estructura se encuentra completamente revestida con baldosas pintadas con el «Homenaje de los Niños de Cañete», una iniciativa de participación ciudadana que incorporó al monumento las huellas de las manos de dos mil niños de diferentes escuelas de la ciudad.